# Franz De Zaster
Michael Gorm Christiansen (4. september 1960 - 30. december 2014) også kendt som Franz De Zaster el. Franz Disaster var en markant punksanger på den tidligste danske punkscene, som han var en central del af. De Zaster spillede i bands som Brats (1978-79), Pubescent Hysteria (1979, bassist), No Fun (1981) samt i enkeltkoncert-bandsne Support (1979) og ZV Group (1980) .
Franz De Zaster spillede med sit band Brats til den første større punkkoncert i Danmark "Concert of the Day" i 1978, og deltog i alle de efterfølgende væsentlige tidlige danske punkfestivaler som Pære Punk (1978, med Brats), Concert of the Moment (1979, med Support) og Concerto de Nobrainos insanos (1980, med ZV Group), og medvirker på LP-kompilationerne Pære Punk (Brats) og Concert of the Moment (Support).
De Zaster's band Brats var et centralt punkband på den helt tidlige danske punkscene. Bandet blev dannet i maj 1978 og spillede i samme år sammen med andre af de tidligste danske punkbands som Sods, No Knox, Elektrochok, Bollocks, Kliché, Lost Kids og Dream Police.
Efter den punkede version af Brats var gået i opløsning i løbet af første halvdel af 1979 stod De Zaster uden band, hvilket betød, at han til de store tidlige punkfestivaler, der løb af stablen efter Brats' opløsning skabte forskellige konstellationer hvori han var forsanger.
Til Concert Of The Moment i 1979 kaldte de sig 'Support' og var basalt set Brats blot med Peter Peter fra Sods på guitar i stedet for Hank De Wank (René Krolmark).
Til Concerto de Nobrainos insanos i 1980 kaldte de sig 'ZV Group' og bestod af De Zaster (vokal), Lars Top-Galia (guitar, sen. i ADS og Sort Sol), Palle Johansen (bas, sen. i No Fun) samt Peter Top-Jensen (trommer, sen. i ADS).
Franz De Zaster var omkring 1981 forsanger i punkbandet No Fun. Bandet spillede bl.a. til arrangementet "Concert of the Known Unknowns" i Rockmaskinen i 1981 sammen med bl.a. ADS og Razorblades og 13 andre bands.
Herudover spillede De Zaster i 1979 bas i punkbandet Pubescent Hysteria, som bl.a. havde Peter Peter fra Sods på trommer.
Franz De Zaster kan høres med Brats på sangene "Dreams", "I Do What I Wanna Do" og "Magazine" på LP'en "Pære Punk" fra 1979 og med Support på nummeret "A Few Of The Best" på LP'en "Concert Of The Moment" fra 1980.

## Diskografi
- Pære Punk – 12" comp LP 1979 (Kong Pære / KLP1) (Brats)
- Pære Punk – MC comp 1979 (Kong Pære / KPMC1) (Brats)
- Concert Of The Moment – 12" 3xLP live 1980 (Irmgardz / IRMG02) (Support)
- Concert Of The Moment – MC 14/11 1980 (Irmgardz / IRMG K502) (Support)
- Bloodstains Across Denmark – 12" comp LP 1997 (Brats, numre fra Pære Punk LP'en)